# 酒井忠康 (子爵)

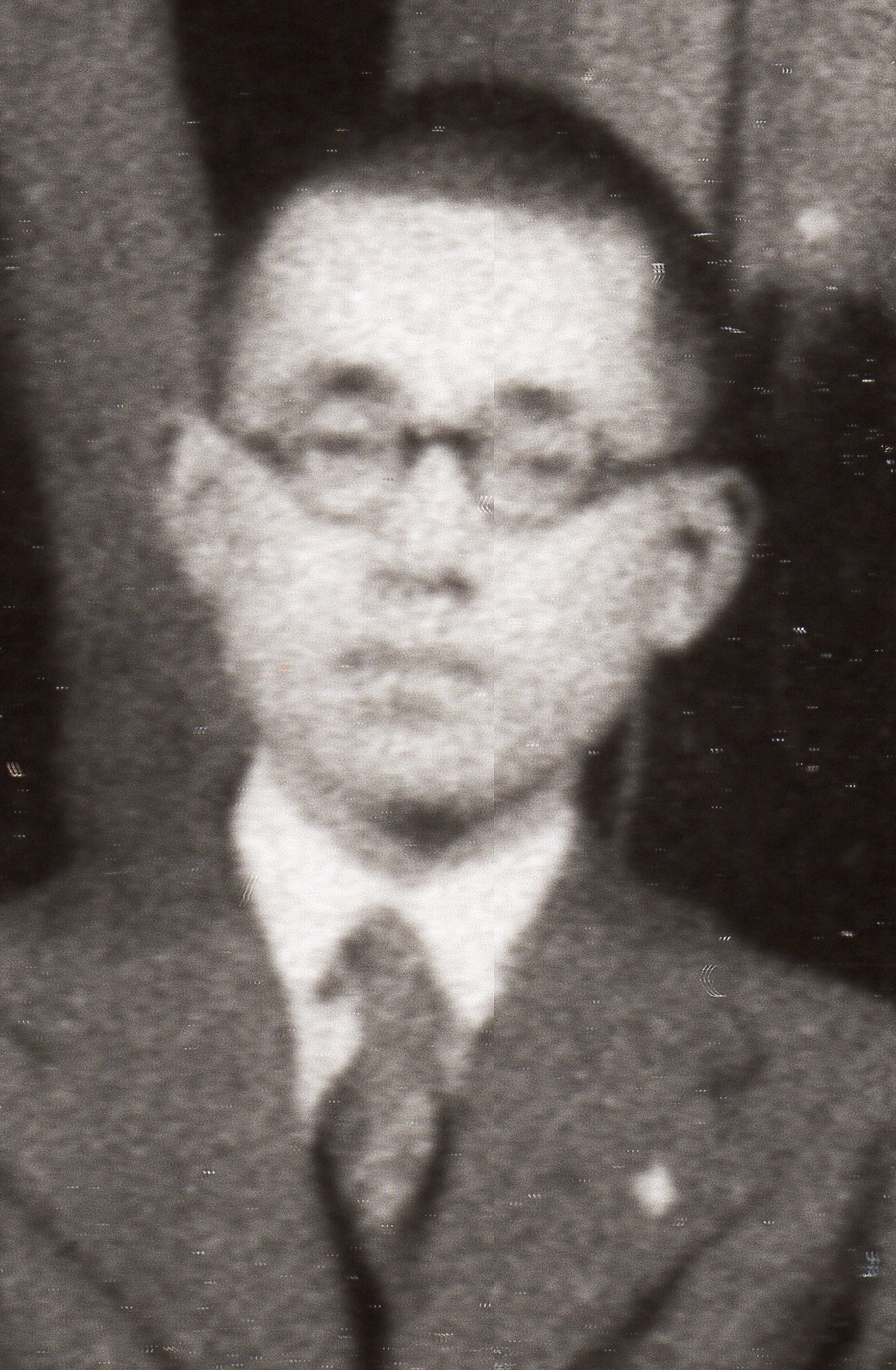
酒井忠康

酒井 忠康（さかい ただやす、1915年〈大正4年〉4月24日 - 1967年〈昭和42年〉10月23日）は、日本の華族。正五位・子爵、旧松嶺藩主酒井家10代当主。

## 略歴
- 1915年（大正4年）4月24日 - 旧出羽松山藩9代当主・酒井忠晄の長男として、東京市本郷千駄木（現：東京都文京区千駄木）に生まれる。
- 1923年（大正12年）1月18日 - 父の忠晄が死去する。
  - 2月2日、爵位を襲爵し子爵となる。
- 暁星中学校卒業
- 法政大学経済学部卒業
- 東亜海運（株）に入社
- 宮内省式部職で名誉掌典となる。
- 1947年（昭和22年） - 華族制度廃止で爵位を失効する。
- 1948年（昭和23年） - 花園天皇山陵六百年式年祭にあたり、奉幣のための勅使として参向[1][2]。
- 1952年（昭和27年） - 綏靖天皇山陵二千五百年式年祭、朱雀天皇山陵千年式年祭の各式年祭に奉幣のための勅使として参向[3]
- 1967年（昭和42年）10月23日 - 死去、享年52

## 家族親族
- 父：酒井忠晄 - 出羽松嶺藩9代当主
- 母：酒井卷子 - 滋賀県士族・樹下宣之助の長女
  - 長弟：樹下信徳 - 樹下成彬の家督を継ぐ。
  - 次弟：佐藤信三郎
  - 妹：酒井慎子 - 酒井忠明（旧庄内藩主家17代当主） 夫人
- 妻：酒井千鶴子 - 酒井忠良（旧庄内藩主家16代当主、伯爵）の三女
  - 長男：酒井忠暉 - 旧出羽松山藩11代当主
  - 長女：酒井澄子
  - 次女：酒井鶴子

## 参考資料
- 『庄内人名辞典』 編纂・出版：庄内人名辞典刊行会